# Rue Daguerre
Pour les articles homonymes, voir Rue Daguerre (Reims), Daguerre et Rue de la Pépinière.
La rue Daguerre est une voie publique du 14e arrondissement de Paris, en France. Elle est en partie aménagée en zone piétonne.

## Situation et accès
Longue de 630 mètres, cette voie débute entre les No 4 et No 8 de l'avenue du Général-Leclerc et se termine au niveau No 109 avenue du Maine. Elle a été piétonnisée entre son commencement et la rue Boulard.

## Origine du nom

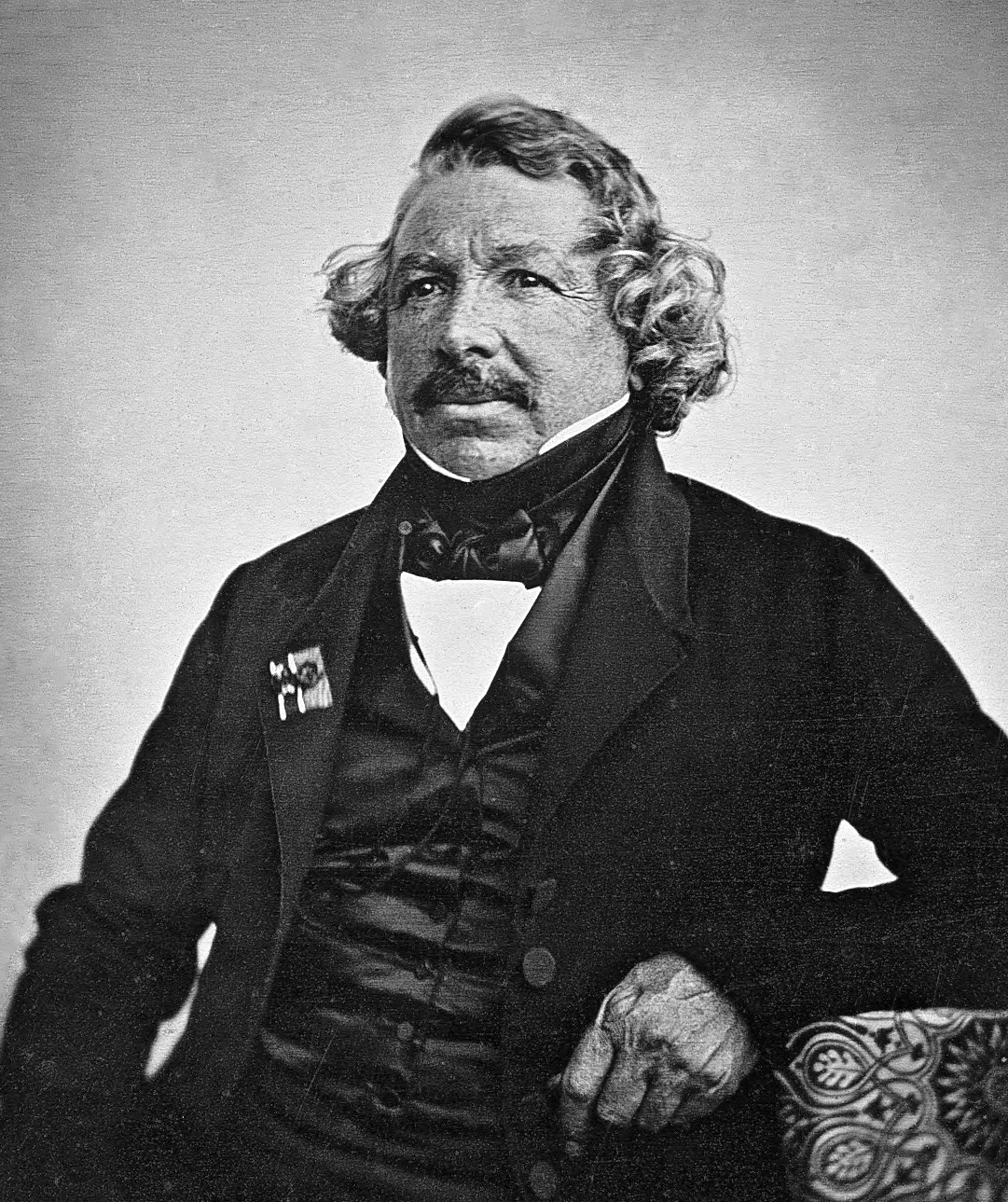
Louis Daguerre, en 1844.

Depuis 1867, son nom perpétue le souvenir de Louis Daguerre (1787-1851), l'inventeur du daguerréotype, ancêtre de l'appareil photographique.

## Historique
Cette voie qui existait en 1730 à l'état de chemin dans l'ancienne commune de Montrouge, plus précisément dans sa partie nord, a été annexée dans la voirie parisienne en 1863.
Elle était, en 1840, désignée sous le nom de « rue de la Pépinière », et ultérieurement « rue de la Pépinière-Montrouge »  en raison de l'importante exploitation horticole de l'établissement Cels Frères, appartenant à deux petits-fils du botaniste Jacques Philippe Martin Cels, et qui s'étendait alors dans la partie occidentale de la rue, du côté de la rue Neuve de la Pépinière (rue Fermat depuis 1864) jusqu'à la rue du Champ-d'Asile (rue Froidevaux depuis 1896).
Elle est partagée entre trois quartiers parisiens : (actuels quartiers, Petit-Montrouge, Plaisance et du Montparnasse). La rue Daguerre prit son nom actuel par décret du 27 février 1867.
Dans la partie actuellement piétonne, il y avait autrefois un marché couvert, détruit en 1994 dans le cadre d'une opération immobilière malgré l'opposition de nombreux riverains.
C'est une rue très animée, de jour pour ses nombreux commerces de proximité, comme en soirée pour ses cafés et restaurants. La rue Daguerre est l'une des principales artères commerçantes d'un quartier qui, initialement populaire, s'est embourgeoisé à partir des années 1980. Elle a donc évolué au gré des transformations sociales du quartier, comme en témoignent les commerces plus haut de gamme et les créateurs qui y sont aujourd'hui installés.

## Bâtiments remarquables et lieux de mémoire

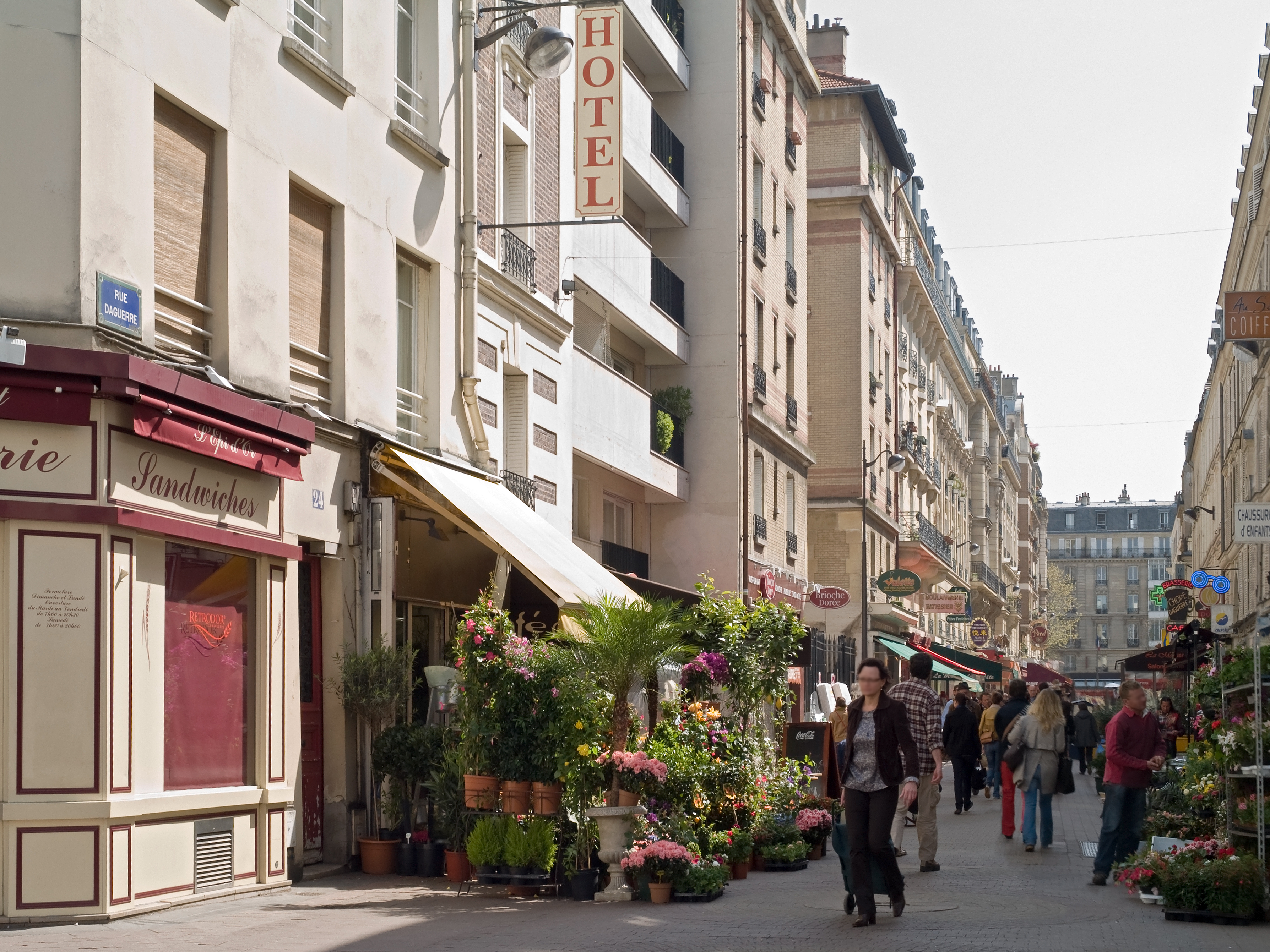
Nos 24 et 22.

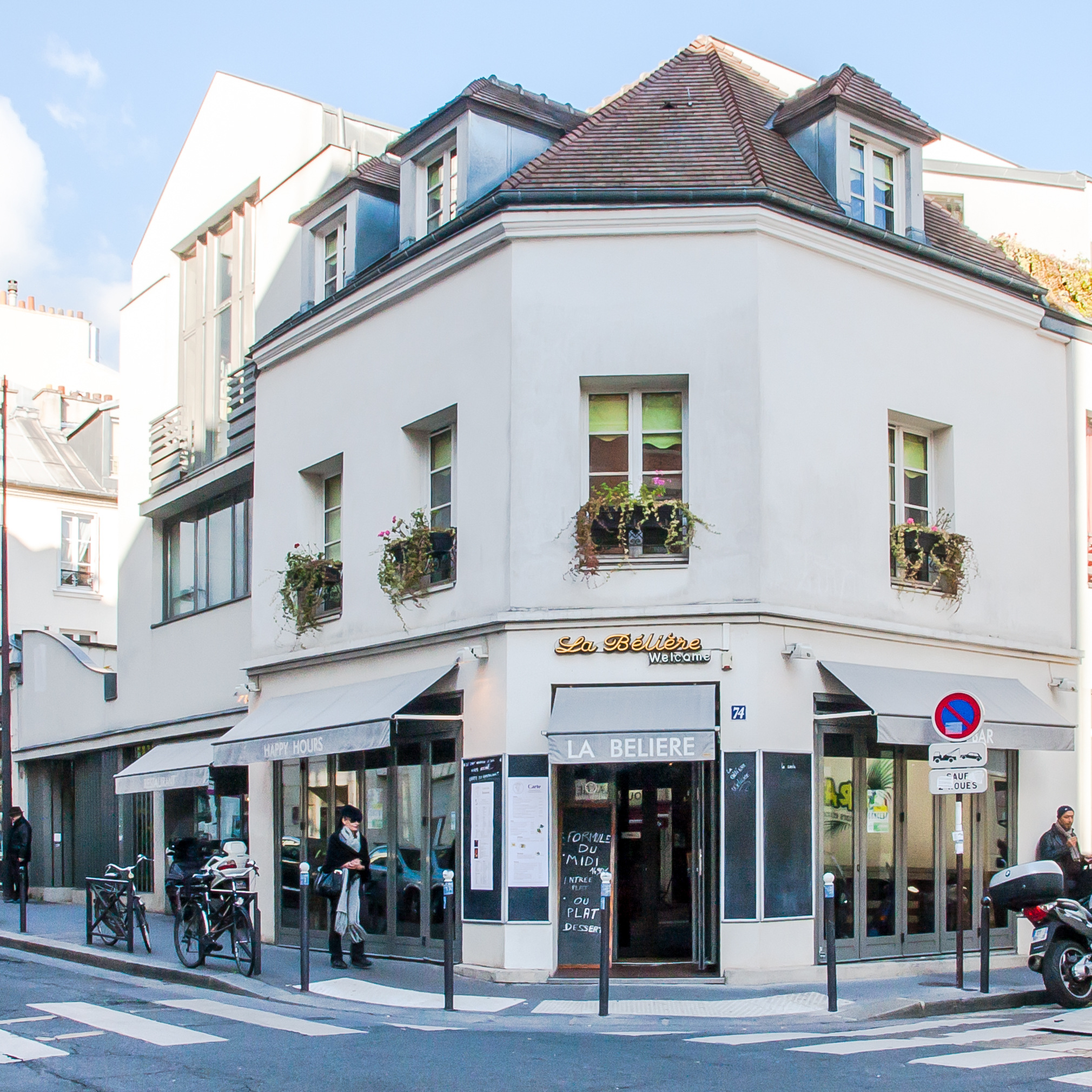
No 74.

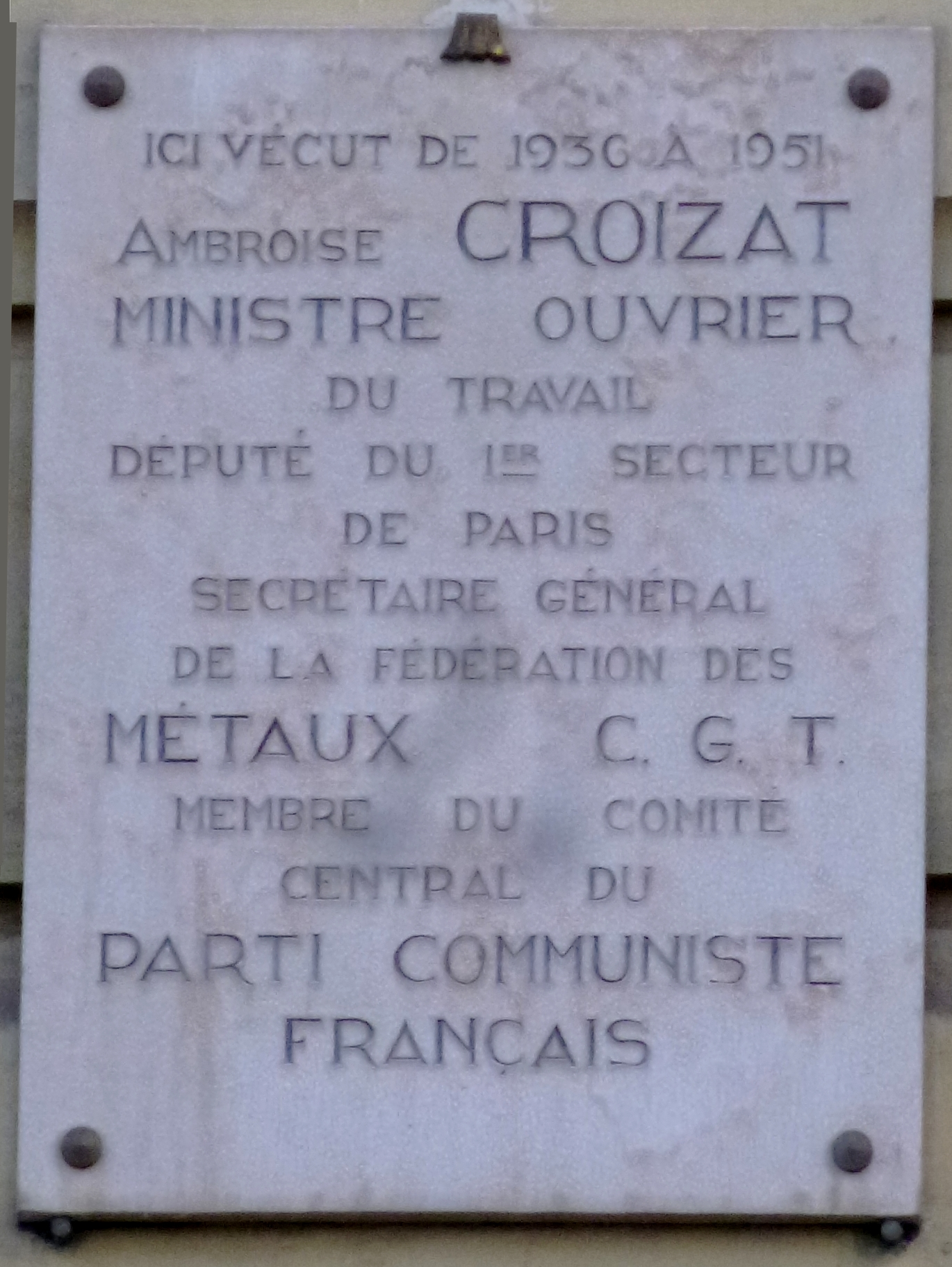
Plaque commémorative d'Ambroise Croizat au 79.

La rue Daguerre et les rues adjacentes ont été et sont toujours habitées par de nombreux artistes.
- No 1, à l'angle de l'avenue d'Orléans : le 1er août 1942, sous l'Occupation, accompagnée d'autres résistants, Lise Ricol mène une manifestation de ménagères devant le magasin Félix Potin situé à cette adresse. Des policiers français et un caporal allemand interviennent ; des échanges de tirs ont lieu, qui font un mort et plusieurs blessés. Les résistants arrivent à fuir mais ils sont arrêtés les mois suivants[3].
- No 6 : ancien « bougnat », créé par Bernard Péret. L'activité charbonnière a cessé en 1954. L'établissement, resté dans la famille[4] a été converti en restaurant traditionnel.
- No 7 : à partir de 1910, atelier du sculpteur Richard Guino († 1973), puis celui de son fils Michel Guino († 2013)  également sculpteur.
- No 12 : immeuble (fin XIXe siècle) à usage mixte (commerces et habitations), signé et daté au premier étage E. THOLLARD archte / 1894, en pierre de taille, de cinq travées et quatre niveaux sur rez-de-chaussée, le cinquième constitué de combles mansardés et précédés d'un balcon discontinu ; porte à double battant, décor sculpté : cartouche au-dessus de la porte, jambages ornés de reliefs, au quatrième étage frontons brisés au-dessus des fenêtres de chacune des travées latérales.
- No 13 : emplacement de l'ancienne imprimerie de phototypie Duval, rachetée en 1964 par Adrien Maeght et devenue l'année suivante l'imprimerie ARTE[5].
- No 19 : en 1933, l'Étoile nord-africaine s'y dotait d'un siège social[6].
 À cet emplacement, se tenait un des plus importants lavoir de Paris. Il travaillait principalement pour les hôpitaux de Paris et la prison de la Santé. La mairie de Paris l’obligea à fermer sa source et à utiliser l’eau de Paris. L’activité diminuant, il ferma et fut remplacé par un marché[7].
 Une plaque en mémoire de Roland Dupuy, ancien maire adjoint de l'arrondissement et créateur de la rue piétonne a été apposée à l'entrée de l'ancien marché[8].
- No 22 : Petit hôtel de tourisme de trois étages (actuellement[Quand ?] « Le Lionceau »), en brique, datant de la seconde moitié du XIXe siècle ou du début du XXe siècle[9], qui est un ancien « hôtel garni » bon marché dont les propriétaires accueillirent, dans l'entre-deux-guerres, de jeunes gens venus à Paris pour fréquenter les haut-lieux artistiques de Montparnasse :
— le peintre japonais Toshio Bando (1895-1973) y vécut en 1925, protégé par la patronne, Madame Mongeot qui posait pour lui[10] ;
— le sculpteur américain Alexander Calder (1898-1976), inscrit à l'Académie de la Grande-Chaumière dès son arrivée à Paris, en 1926, fut locataire d'une chambre de cet hôtel pendant l'hiver de la même année[11], époque à laquelle il réalisa sa première silhouette en fil de fer, inspirée de Josephine Baker[12]. Calder écrit : « C'était  une chambre de 4 mètres sur 5 avec une verrière, au premier étage, sur l'arrière-cour »[13].
- Nos 25 (et 18, rue Boulard) : immeuble d'angle (fin XIXe siècle) à usage mixte d'habitations et commerce. Adresse, en 1896, du siège d'une « Société historique de Montrouge et des environs », fondée la même année[14].
- No 44 : le peintre Henri Rousseau (1844-1910), dit « le Douanier Rousseau », y vécut de 1905 à 1906[15].
- No 48 : villa Adrienne-Simon, voie privée, en impasse, ouverte en 1931[16].
- No 54 : l'ancien passage privé dénommé « villa Daguerre » aboutissait jusqu'à sa suppression, en 1889[17], sous le porche de cet immeuble bâti en 1885[18]. Derrière celui-ci subsistent encore (en 2022) deux cours successives orientées vers le no 39 de l'ancienne « rue du Champ d'Asile » (actuelle rue Froidevaux), où se trouvait l'entrée du passage[19].
- No 56 : studio Daguerre, studio de photographie professionnelle.
- No 58 : le peintre André Vignoles (1920-2017) y vécut avant de s'installer à Vanves.
- No 63 : la cité artisanale présente en cet endroit depuis la première moitié du XIXe siècle[20], est une longue impasse pavée bordée d'ateliers exclusivement dévolus aux travaux artisanaux et artistiques. Une porte cochère flanquée de bornes chasse-roues préserve la tranquillité des lieux de travail qu'elle abrite, et interdit l'accès au public qui n'y est admis qu'à l'occasion d'expositions ou de manifestations ponctuelles telles que les journées portes ouvertes des ateliers d'artistes.
— Le photographe et illustrateur français Roger Parry (1905-1977) y travailla à partir de la fin de l'année 1932 et jusqu'en 1935, année de son mariage avec Madeleine Montigny[21] ;
— le sculpteur grec Takis y eut son atelier de 1967 à 1992, et l'artiste peintre et plasticien Armand Langlois le sien de 1972 à 1976 ;
— en 1999, un guide y recense « imprimeurs, ébénistes, décorateurs, architectes, graphistes, etc[22] » ;
— plus récemment, un atelier de conservation-restauration d'œuvres d'art[23] habilité par la direction des Musées de France[24] et un atelier créatif de maroquinerie dispensant des cours s'y sont établis.
- No 66 : à la fin de l'année 1862, alors que cette maison conserve encore son ancienne adresse (no 62 rue de la Pépinière, précédemment commune de Montrouge dont la partie septentrionale vient d'être annexée à Paris), le jeune Émile Zola (1840-1902), récemment embauché comme commis de librairie chez Hachette emménage avec sa mère au premier étage, dans un logement de trois pièces avec vue sur le cimetière du Montparnasse. Dès juillet 1863, ils iront habiter 7, rue des Feuillantines[25].* No 77 : les peintres Shirley Jaffe et Stanley Hayter († 1988) y ont eu deux ateliers contigus, autour du jardin qui s'étendait à l'arrière d'un hôtel particulier, tous détruits en 1970.
- No 79 : Ambroise Croizat (1901-1951), secrétaire général de la Fédération CGT de la Métallurgie, puis ministre du Travail de novembre 1945 à mai 1947, « inventeur » de la Sécurité Sociale, y vécut jusqu'à sa mort en 1951 (plaque commémorative).
- No 83 : salle de montage-boutique des productions Ciné-Tamaris de la cinéaste Agnès Varda († 2019). Riveraine depuis les années 1950, Agnès Varda a filmé la rue et ses commerçants à plusieurs reprises : en 1975, pour un documentaire télévisé et, en 2008, pour son film autobiographique Les Plages d'Agnès. Au même no 83 vécut le peintre abstrait géométrique Jean Legros († 1981).
- No 86 : ancienne maison d'Agnès Varda, de 1951 à sa mort, survenue en 2019 à l'âge de 90 ans[26]. Elle est inhumée au cimetière du Montparnasse, situé à proximité de la rue et de son logement.
- No 88 : le résistant FTP-MOI Arsène Tchakarian s'y cacha en novembre 1943[27].

### Emplacements non localisés
- Dans une chambre qu'il occupait dans un hôtel de la rue Daguerre, l'anarchiste Auguste Vaillant (1861-1894) a préparé, au début du mois de décembre 1893, la bombe qu'il fera exploser dans l'hémicycle du palais Bourbon[28].
- Marc Jolivet (né en 1950), humoriste, y a vécu[29].
- Stéphane Hessel († 2013), autre habitant du quartier[Où ?], était un amoureux de très longue date du 14e arrondissement et de la rue Daguerre[30].

## Dans la culture populaire
Le téléfilm documentaire germano-français Daguerréotypes, réalisé par Agnès Varda et diffusé en 1975 présente un « petit morceau de la rue Daguerre, entre le no 70 et le no 90 », selon les propres déclarations de la réalisatrice.
Jimi Hendrix est dans une vidéo filmée Rue Daguerre avec les membres de son groupe Mitch Mitchell & Noel Redding. En off, on entend Jimi Hendrix chantant "Burning of the Midnight Lamp". Mais The Wind Cries Mary est la bande sonore de cette vidéo pour des raisons de copyright.  Cette vidéo a été diffusée sur la TV Française ORTF le 15 octobre 1967. La vidéo est sur Youtube, Dailymotion et le site de l'INA.
En 1995 a paru le livre de Lise London (née Elisabeth Ricol) La mégère de la rue Daguerre, dont le titre fait référence à une manifestation de ménagères.